# Vinícius Eutrópio
Vinícius Soares Eutrópio (nacido el 27 de junio de 1966) es un exfutbolista brasileño que jugó como centrocampista defensivo.

## Carrera directiva
Después de siete años en el equipo del Atlético Paranaense Eutrópio se mudó a Fluminense como parte del equipo de Carlos Alberto Parreira. El 13 de noviembre de 2008 dejó este último, siendo nombrado gerente de Ituano.
Eutrópio regresó a Flu en marzo de 2009 como asistente de Parreira. Después de abandonar el club unos meses después, fue nombrado al frente de Grêmio Barueri el 16 de diciembre.
Después de terminar tercero en el Campeonato Paulista 2010, Eutrópio fue nombrado nuevamente asistente de Parreira, ahora con la selección de Sudáfrica. Después de la Copa Mundial de la FIFA de este año, se unió a G.D. Estoril Praia, siendo despedido por este último el 27 de septiembre de 2011.
En 2012 Eutrópio regresó a Barueri, siendo relevado de sus funciones el 4 de junio. En agosto fue nombrado en Duque de Caxias, dejando el club en noviembre para administrar América Mineiro.
El 19 de agosto de 2013, después de una breve temporada en ASA en marzo, Eutrópio fue nombrado gerente de Figueirense. A pesar de haber logrado ascenso a la Série A al final de la campaña y haber ganado el Campeonato Catarinense 2014, fue despedido el 30 de abril de 2014.
El 2 de junio de 2014, Eutrópio se trasladó a Al-Ittihad Kalba SC, dejando el club el 20 de octubre. El 11 de diciembre fue nombrado en Chapecoense

## Trayectoria

### Como futbolista
| Club             | País   | Año       |
| ---------------- | ------ | --------- |
| América Mineiro  | Brasil | 1984–1989 |
| Figueirense      | Brasil | 1990      |
| Caxias           | Brasil | 1993–1994 |
| Inter de Limeira | Brasil | 1994      |
| União São João   | Brasil | 1996      |
| Criciúma         | Brasil | 1997      |
| América Mineiro  | Brasil | 1998      |
| Náutico          | Brasil | 2000      |

### Como entrenador
| Club                  | País           | Año       |
| --------------------- | -------------- | --------- |
| Ituano                | Brasil         | 2009      |
| Fluminense (interino) | Brasil         | 2009      |
| Grêmio Barueri        | Brasil         | 2010      |
| Lyford Cay            | Bahamas        | 2010–2011 |
| Thimphu City          | Bután          | 2012      |
| Ottawa Fury           | Canadá         | 2012      |
| América Mineiro       | Brasil         | 2013      |
| Dili Leste            | Timor Oriental | 2013      |
| Figueirense           | Brasil         | 2014      |
| Chapecoense           | Brasil         | 2015      |
| Melgar                | Perú           | 2016      |
| Figueirense           | Brasil         | 2016      |
| Santa Cruz            | Brasil         | 2017      |
| Bolívar               | Bolivia        | 2018      |
| Guarani               | Brasil         | 2019      |
| Figueirense           | Brasil         | 2019      |
| Club Tacuary          | Paraguay       | 2023      |

## Palmarés

### Como futbolista

#### Torneos regionales
| Título                 | Club        | Estado         | Año  |
| ---------------------- | ----------- | -------------- | ---- |
| Campeonato Catarinense | Criciúma    | Santa Catarina | 1987 |
| Campeonato Catarinense | Figueirense | Santa Catarina | 1996 |

### Como entrenador

#### Torneos regionales
| Título                 | Club        | País           | Año  |
| ---------------------- | ----------- | -------------- | ---- |
| Campeonato Catarinense | Figueirense | Santa Catarina | 2014 |